# Le Concert (van Honthorst)
Pour les articles homonymes, voir Le Concert.
Ne doit pas être confondu avec Concert (van Honthorst).
Le Concert est un tableau du peintre du siècle d'or néerlandais Gerrit van Honthorst, peint à Utrecht (Provinces-Unies) en 1623 et conservé à la National Gallery of Art (Washington).

## Histoire
Gerrit van Honthorst réalise cette peinture en 1623. Il travaille alors à Utrecht, dans les Provinces-Unies, depuis son retour d'un voyage à Rome (1620). À Rome, Van Honthorst a été fortement influencé par le style du Caravage ; il formera ensuite avec d'autres peintres néerlandais l'école caravagesque d'Utrecht.
Le commanditaire du tableau n'est pas connu. Il s'agit probablement soit de Maurice de Nassau, prince d'Orange, soit de Frédéric V du Palatinat et de sa femme Elisabeth Stuart, souverains du royaume de Bohême en exil, dont Van Honthorst était le peintre de cour. En 1632, l'œuvre fait partie des collections du demi-frère et successeur de Maurice, Frédéric-Henri d'Orange-Nassau.
Lors de la Révolution batave de 1795, le tableau, appartenant à Guillaume V d'Orange-Nassau, est pillé par les Français. Il est perdu et réapparait en 2009 aux États-Unis, où il est acheté en 2013 par la National Gallery of Art puis restauré,.
Un autre tableau dénommé Le Concert, mais datant de 1624, est conservé au Louvre.

## Description

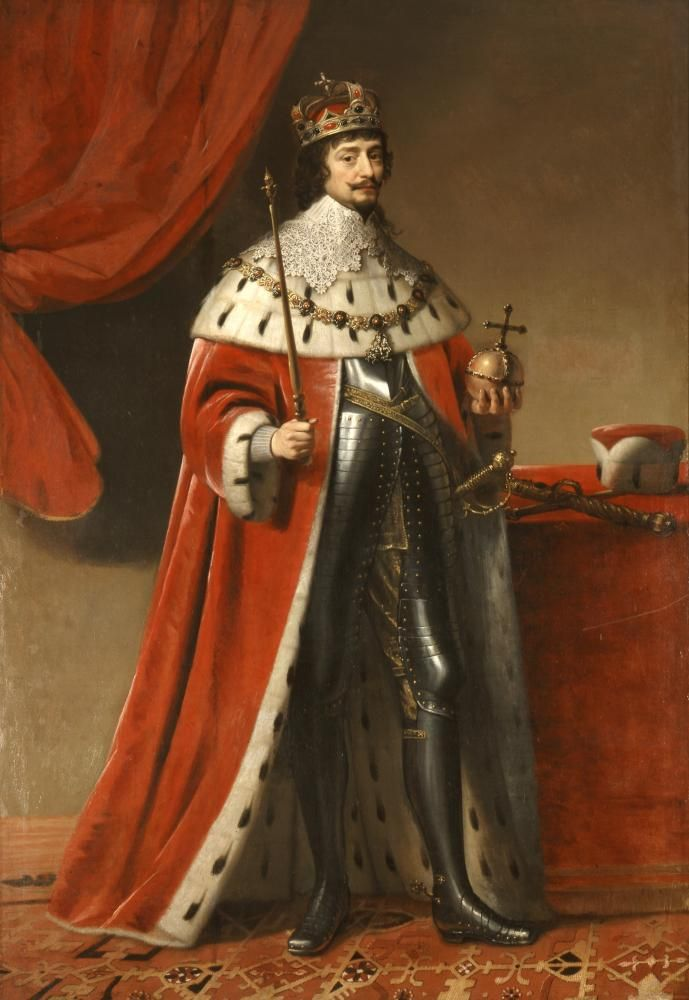
Portrait de Frédéric V du Palatinat par Van Honthorst, 1634.

Le tableau représente un groupe de huit musiciens et chanteurs, rassemblés autour d'une table, en train de jouer de la musique. Sur la table sont posées les partitions que les musiciens suivent, tandis que le chef d'orchestre pointe ces feuillets avec son bâton. Parmi les instruments présents sur le tableau, on peut identifier (de gauche à droite) une viole de gambe, un violon, une bandore et un luth. La table est recouverte d'un riche tapis d'Oushak rouge et vert.
La composition du tableau est résolument classiciste. Les musiciens sont régulièrement disposés autour de la table rectangulaire. La lumière qui baigne toute la scène met en valeur la richesse des vêtements des personnages et la délicatesse de leurs traits.
Le chef d'orchestre, dont les caractéristiques physiques (cheveux longs, barbe) le rendent unique dans l'œuvre de Van Honthorst, pourrait représenter le roi de Bohème et électeur palatin Frédéric V, possible commanditaire du tableau.
L'œuvre est une peinture à l'huile sur toile mesurant 123,5 centimètres de haut sur 205 centimètres de large. Le support utilisé est constitué de deux morceaux de toile cousus ensemble verticalement. Le peintre a utilisé un glacis sur les zones sombres et a traité les zones éclairées à l'impasto. Le luth à droite a été retouché et agrandi, mais les analyses aux rayons X ne montrent aucun repentir. En haut à gauche figurent la signature et la date : "GHonthorst fe 1623".

## Analyse

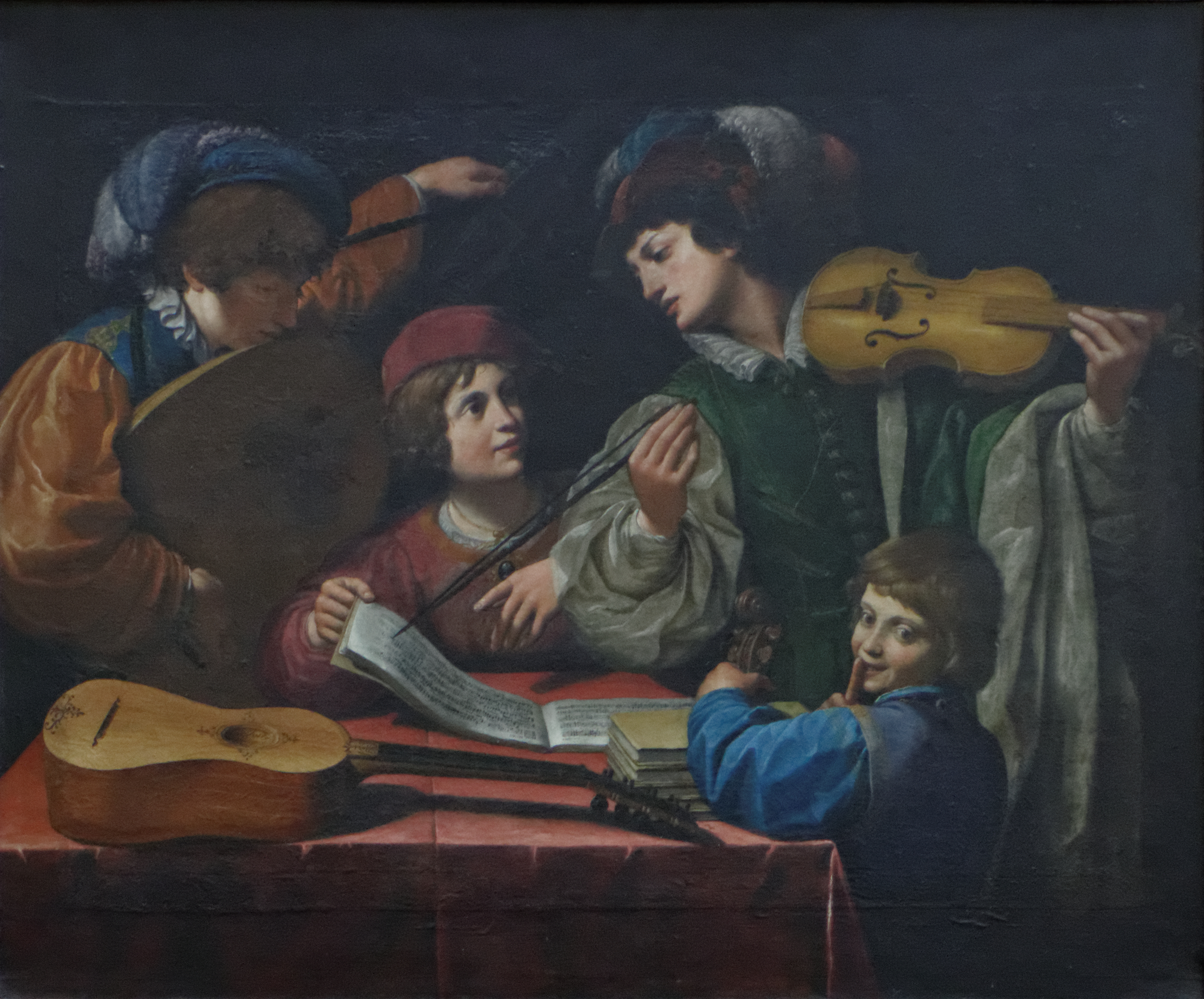
Leonello Spada, Le Concert, 1615, musée du Louvre.

L'inspiration thématique et stylistique du Concert se trouve sans doute dans les œuvres de jeunesse du Caravage, telles que Les Musiciens (vers 1595) ou Le Joueur de luth (vers 1595-1596). Les couleurs vives du tableau de Van Honthorst le rapproche cependant davantage d'autres œuvres de peintres caravagesques, comme le Concert de Leonello Spada (1615). De plus, le classicisme de ce tableau est probablement la marque de l'influence du maître de Van Honthorst, le peintre et graveur utrechtois Abraham Bloemaert (1564-1651).

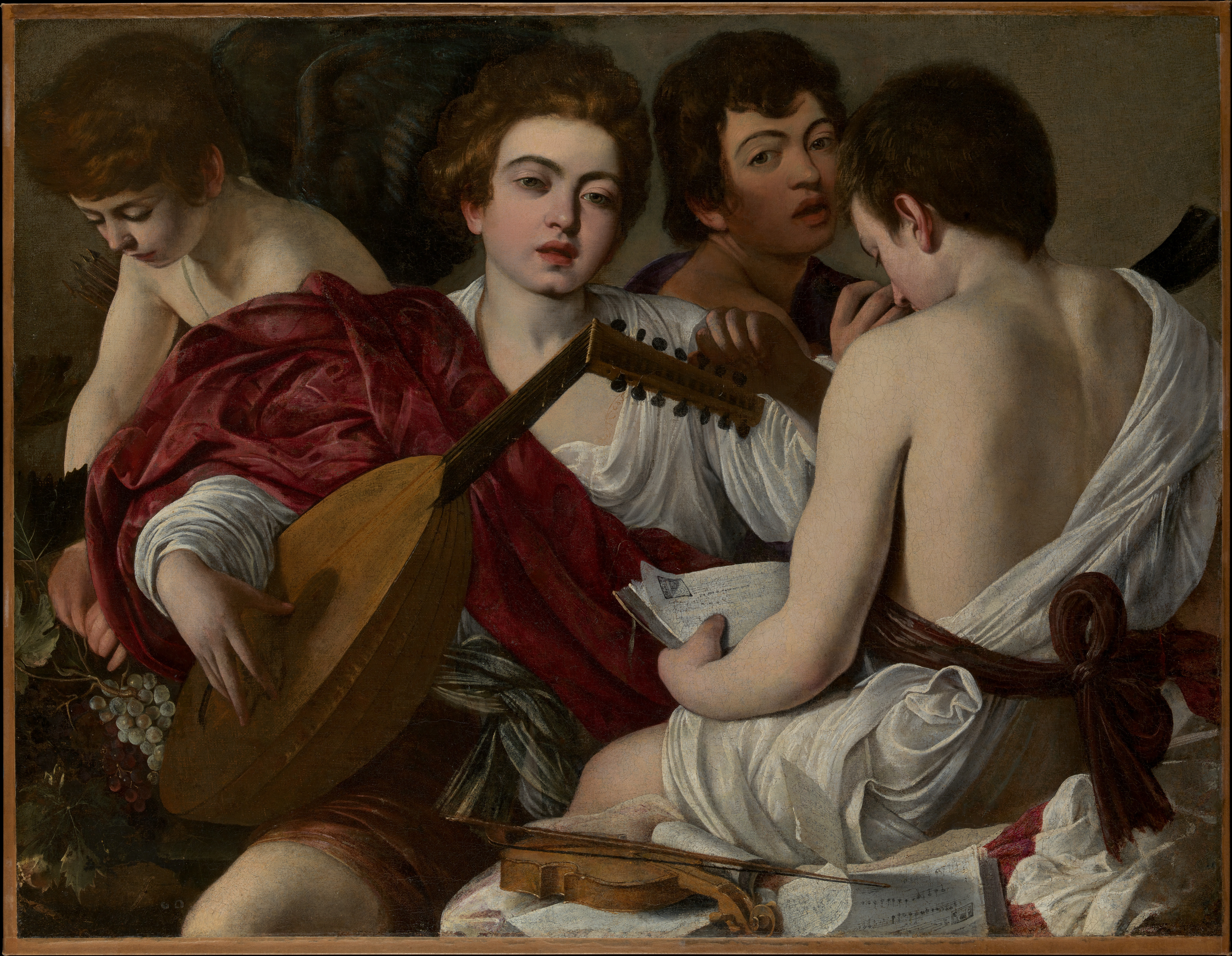
Le Caravage, Les Musiciens, 1595, Metropolitan Museum of Art.

Les différents instruments représentés forment un ensemble musical rarement représenté dans l'art néerlandais de cette époque. Les partitions sur la table ne sont pas lisibles, mais pourraient indiquer que les instrumentistes et chanteurs interprètent une œuvre vocale polyphonique.
L'identification du chef d'orchestre au roi de Bohême Frédéric V ouvre la voie à une interprétation politique de cette peinture. De même que le chef d'orchestre guide les musiciens pour qu'ils travaillent en harmonie à la création d'une œuvre d'art, le souverain doit guider ses sujets afin qu'ils vivent en harmonie. Il s'agit là d'une métaphore déjà décrite dans le livre dédié par le poète allemand Julius Wilhelm Zincgref (de) à Frédéric en 1619, Emblematum Ethico-politicorum Centuria,.